# Angelica Agourbach
Angelica Anatolievna Agourbach (en russe : Анжелика Анатольевна Агурбаш ; en biélorusse : Анжаліка Анатольеўна Агурбаш, Anjalika Anatoliewna Agourbach) est une chanteuse et mannequin biélorusse, née à Minsk le 17 mai 1970.

## Biographie
En 1988, elle devient la première Miss Biélorussie.
En 2005, elle représente la Biélorussie au Concours Eurovision de la chanson avec la chanson Love me tonight.
À l'origine, elle devait interpréter Boys and Girls, mais elle changea à cause des fans qui trouvaient que la chanson était mauvaise. Elle chanta donc Love me tonight qui a été écrite par des auteurs/compositeurs grecs (ceux de Sakis Rouvas en 2004).
Elle se fit éliminer en demi-finale (13e place).